# Carahue
Carahue ist eine Stadt und gleichnamige Kommune in Chile in der Provinz Cautín in der Región de la Araucanía im Süden des südamerikanischen Anden-Staates.
Sie gehört neben den Gemeinden Nueva Imperial, Saavedra, Cholchol, Teodoro Schmidt, Freire und Pitrufquén zum Wahlkreis N° 51 und gehört zum 15. Verwaltungsbezirk (Araucanía Sur).
Der Bürgermeister der Gemeinde ist Pedro Vera Paredes (PRSD – Wahlperiode 2012 bis 2016). Der Stadtrat setzt sich zusammen aus folgenden Mitgliedern: Paola Retamal Arévalo, Sara Suazo Suazo, Pedro Fagalde Tejo, Franklyn Garay Aravena, Christian Riquelme Pérez y Rene Ochoa Ochoa.

## Gemeinde
Zur Gemeinde Carahue gehört eine Fläche von 1.341 km². Hiervon sind allerdings nur 0,15 % tatsächlich städtisch bebaut oder industriell genutzt. Hingegen werden 34,91 % der Fläche landwirtschaftlich genutzt, 39,11 % sind bewaldet, 21,02 % Wiesen oder Sträucher und 0,92 % ohne Vegetation. Zur Kommune gehören neben Carahue selbst noch die Dörfer Trovolhue, Tranapuente und Nehuentúe. In der Gemeinde Carahue leben viele indigenen Gemeinschaften der Mapuche (Araukaner) und der Lafquenche. Die Stadt Carahue liegt ungefähr 56 km von Temuco entfernt. Zur Gemeinde gehören ungefähr 25.500 Menschen, hiervon leben mehr als 50 % auf dem Land.

## Geschichte

### Das alte Imperial (1551–1600)
Die Stadt wurde ursprünglich von Pedro de Valdivia unter dem Namen „La Imperial“ im Jahr 1551 auf einem Hügel über dem Fluss Imperial gegründet. Da die Stadt inmitten von Siedlungen der Mapuche lag, war sie den dauernden Angriffen der wehrhaften Ureinwohner ausgesetzt. Aufgrund der Kämpfe wurde die Stadt schließlich im Jahr 1600 evakuiert und zurückgelassen.

### Carahue (ab 1882)
Nach der Eroberung der Mapuche-Gebiete durch chilenisches Militär wurde die Stadt erneut im Jahr 1882 durch den General Gregorio Urrutia gegründet. Als Name wählte er den Begriff „Carahue“ („Wo vorher ein Ort lag“) aus der Sprache der Mapuche, um damit an die alte Stadt Imperial zu erinnern. Ziel der Neugründung war die Errichtung eines Binnenhafens und Exportzentrums. Der Hafen verlor wegen der Folgen des Erdbebens im Jahr 1960 stark an Bedeutung.
Derzeit ist die Stadt Carahue das geschäftliche Zentrum der Kommune und der angrenzenden Dörfer. Die Gemeinde ist vor allem bekannt als Anbaugebiet von Kartoffeln („En Carahue está la papa“).

## Sehenswürdigkeiten

### Bischofssitz von Imperial
Das Bistum Imperial wurde am 22. März 1564 auf Anweisung von Papst Pius IV. als zweite Diözese des Landes gegründet. Im Jahr 1600 wurde der Bischofssitz aber mit der restlichen Stadt evakuiert. Jahre später kamen zwischen 1840 und 1851 Franziskanermissionare. Als sie die Ruinen des Bischofssitzes von Imperial fanden, erbauten sie eine neue Kirche an derselben Stelle, die im Jahr 1931 fertiggestellt wurde. Aufgrund der Zerstörungen des Erdbebens von 1960 musste die Kirche wiederaufgebaut werden, in den Jahren 1998 und 2003 wurde sie umgestaltet.

### Museum des Dampfzeitalters
Aufgrund einer Vision des alten Bürgermeisters der Stadt, Ricardo Herrera Floody, wurde im Jahr 1999 das Museum des Dampfzeitalters gegründet. Die Ausstellung zeigt eine große Zahl von Dampfmaschinen, die zwischenzeitlich zu einem der Wahrzeichen der Stadt Carahue wurden. Die neu restaurierten Maschinen funktionieren teilweise noch und werden zu verschiedenen Anlässen und Festen vorgeführt.

### Hängebrücke Eduardo Frei Montalva
Am Ortsausgang von Carahue befindet sich die Hängebrücke Eduardo Frei Montalva. Diese wurde im Jahr 1946 erbaut und 1949 eingeweiht. Im Jahr 2000 wurde die Brücke zu Ehren des damaligen Präsidenten in Puente Eduardo Frei Montalva umbenannt. An den Enden der Brücke wurden 4 Löwenstatuen angebracht, welche die Tugenden Kraft, Gerechtigkeit, Weisheit und Mäßigung darstellen sollen.

### Eisenbahnmuseum
Direkt neben der Hängebrücke Eduardo Frei Montalva liegt ein kleines Eisenbahnmuseum. Dort sind es neben zwei Dampflokomotiven britischer und deutscher Bauart (Baldwin bzw. Henschel) noch Wagen, Kräne und Heizwagen ausgestellt.

### Küstenstraße
Die Kommune hat einige Badestrände an der Meerseite: Moncul, Casa de Piedra, Hueñalihuén, Lobería, Los Obispos und Coi-Coi. Die Strände sind über die Küstenstraße erreichbar, die an beiden Seiten des Rio Imperial zum Meer verläuft. Die Wellen sind jedoch meist sehr hoch und das Wasser ist wegen der kalten Strömung zum Schwimmen eher zu kühl. Neben der Küstenstraße liegen aber zum Teil unberührte Naturwälder und sehenswerte Hügellandschaften.

## Persönlichkeiten
- Jorge Enrique Concha Cayuqueo (* 1958), katholischer Ordensgeistlicher, Bischof von Temuco
- Caupolicán Peña (* 1930), Fußballspieler und -trainer